# Nouvelle cuisine

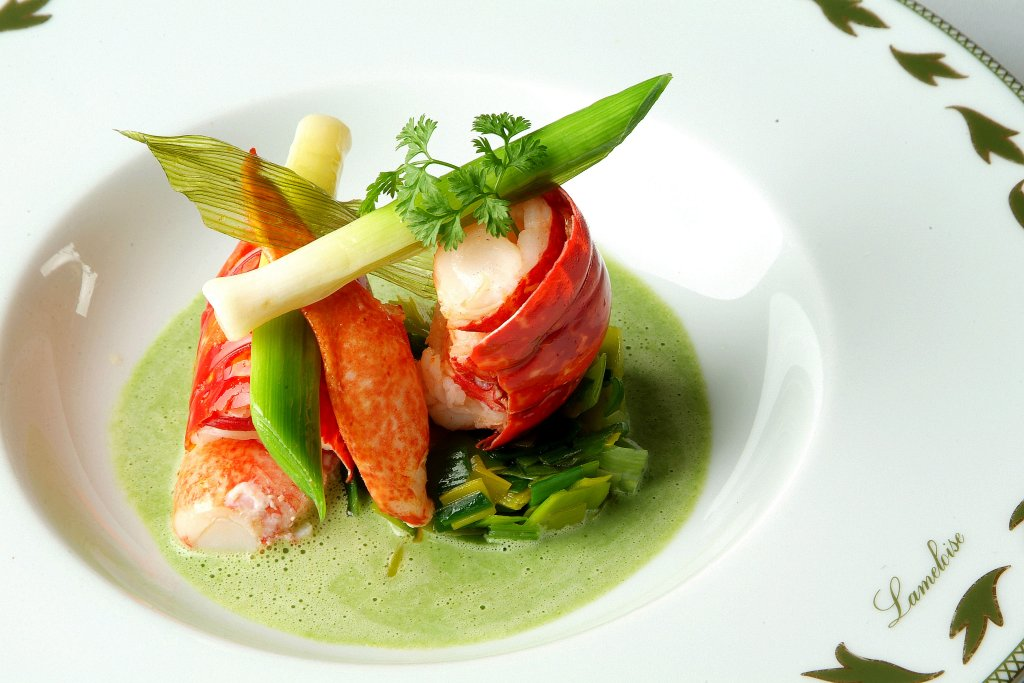
Kräfträtt av Jacques Lameloise med sparrissås och vattenkrasse. Typisk uppläggning enligt nouvelle cuisine.

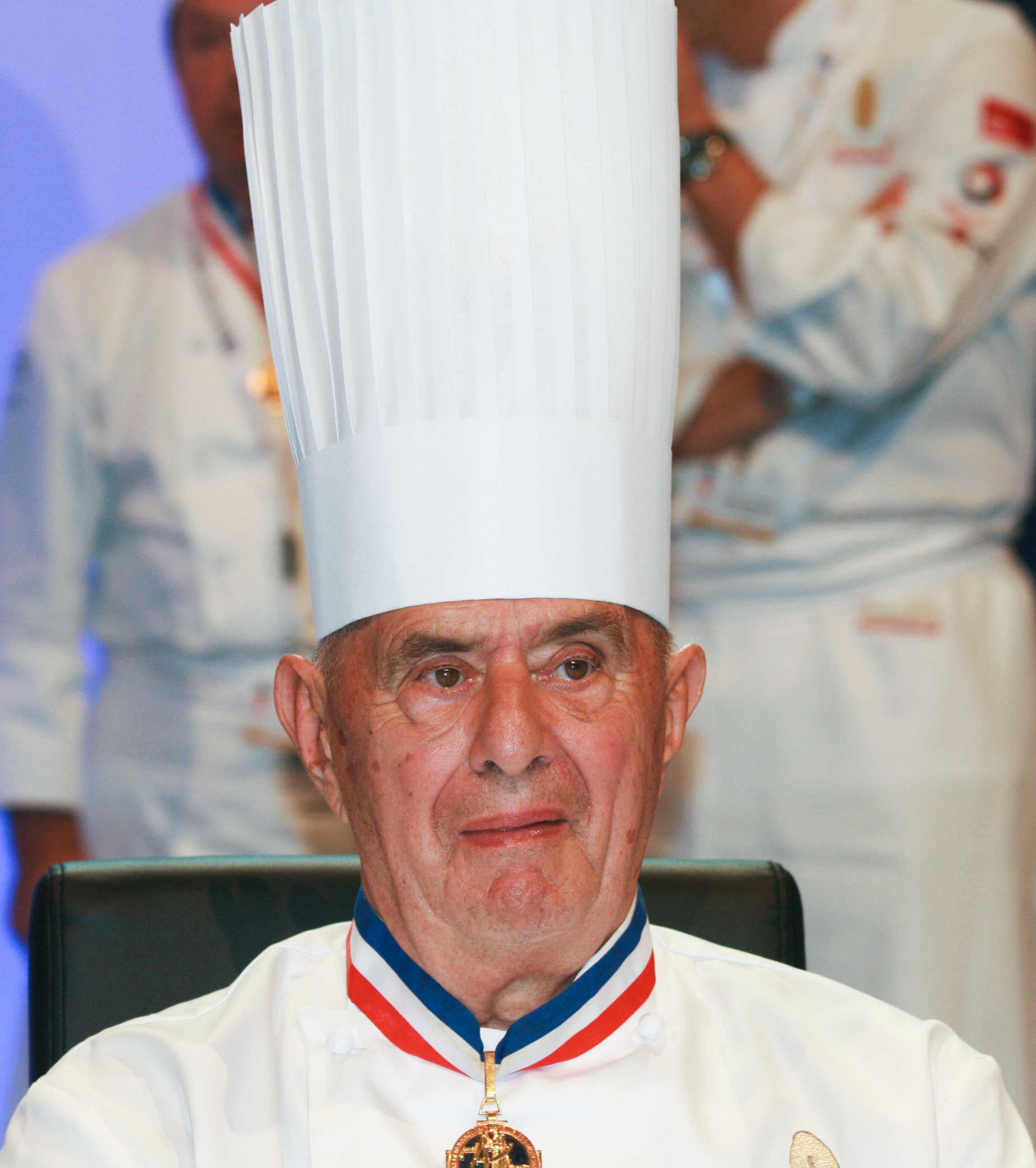
Paul Bocuse

Nouvelle cuisine är ett begrepp som använts flera gånger i det franska kökets historia, och som idag används för ett alternativ till la haute cuisine, det traditionella tunga franska köket, under 1900-talets andra hälft. Denna nya gastronomiska trend företräddes av bland andra Paul Bocuse. Det nya franska köket kännetecknas av utsökta råvaror och avsaknad av fettrika såser och garnityrer. 
Termen "nouvelle cuisine" användes under 1740-talet för Vincent La Chapelles, François Marins och kokboksförfattaren Menons matlagning och även under 1880-talet för Auguste Escoffiers kokkonst. Termen dök upp igen på 1960-talet, då det myntades av Henri Gault och Christian Millau för att beskriva Paul Bocuses, Jean Troisgros, Pierre Troisgros, Michel Guérards och Raymond Olivers matlagning. Dessa kockar motarbetade det ortodoxa i Escoffiers matlagning. Några av kockarna hade varit elever till Fernand Point på Pyramide i Vienne söder om Lyon.
Henri Gault och Christian Millau beskrev den nya stilen i ett antal punkter:
- att undvika överdrivet tillkrånglad matlagning
- att kraftigt minska tillagningstiden för fisk, skaldjur, vildfågel, kalvkött, grönsaker och patéer för att bevara deras naturliga smak, bland annat med ångkokning var en viktig del.
- att maten skulle tillagas av så färska råvaror som möjligt
- att långa menyer kortades av
- att starka marinader till kött och fågel inte längre användes
- att slopa användandet av tjocka såser som espagnole och béchamel, vilka var redda med mjöl och ister. I stället kryddades anrättningarna med färska örter, fint smör, citronsaft och vinäger.
- att utgångspunkten ska vara regionala maträtter och inte haute cuisine
- att också använda nya metoder och modern utrustning, som mikrovågsugn
- att ta hänsyn till matgästernas behov av diet
- att sträva efter att skapa nya kombinationer

## Bildgalleri

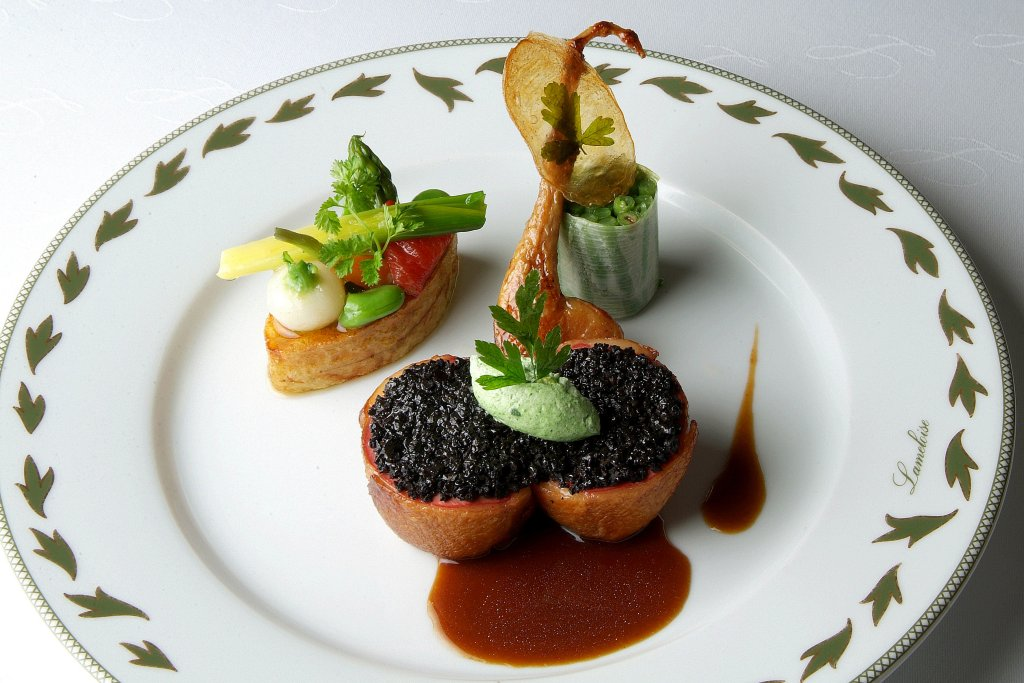
Uppläggning av maträtt av Jacques Lameloise på Maison Lameloise i Chagny i Frankrike
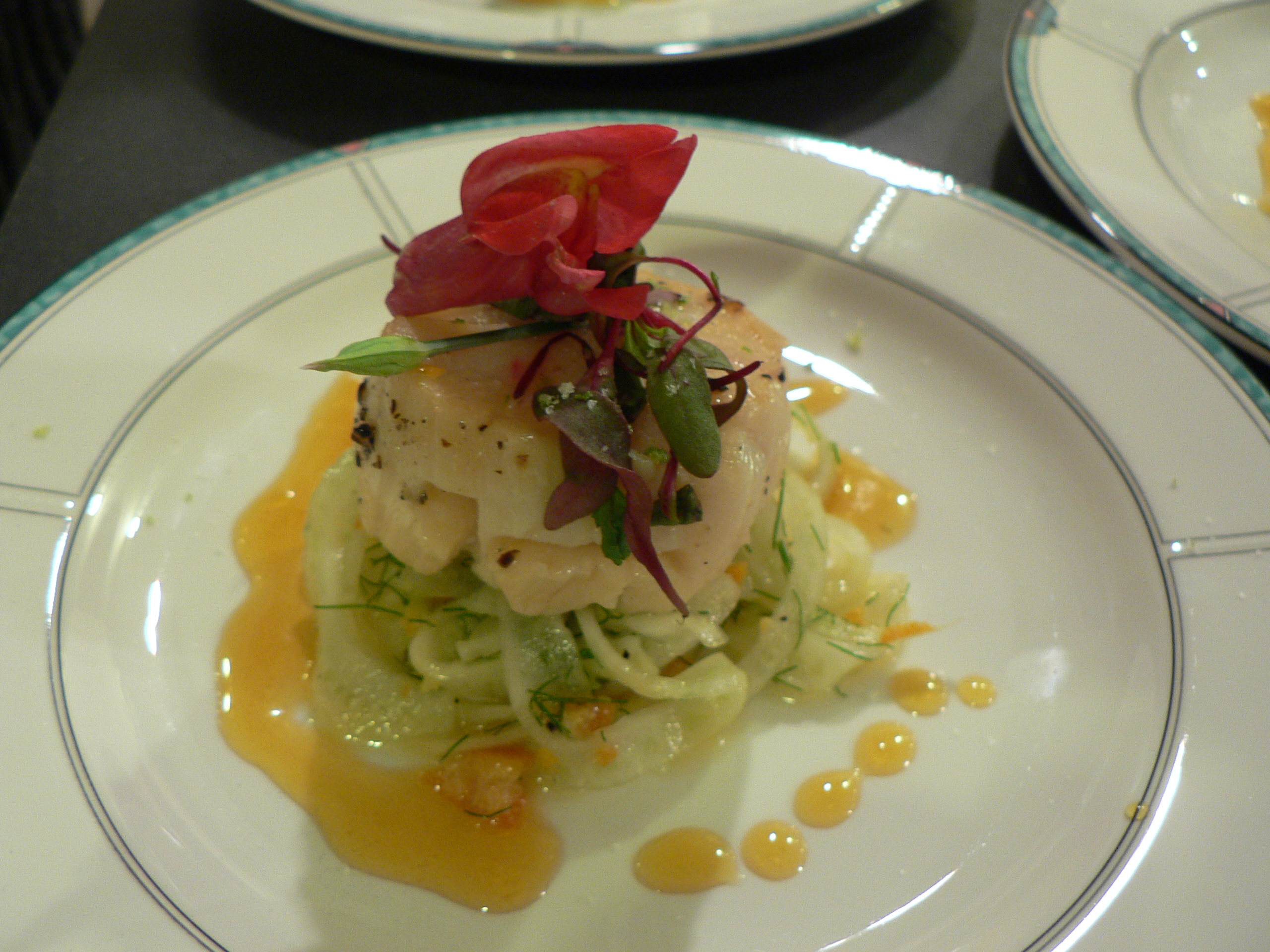
"Scallop tangerine gastrique"
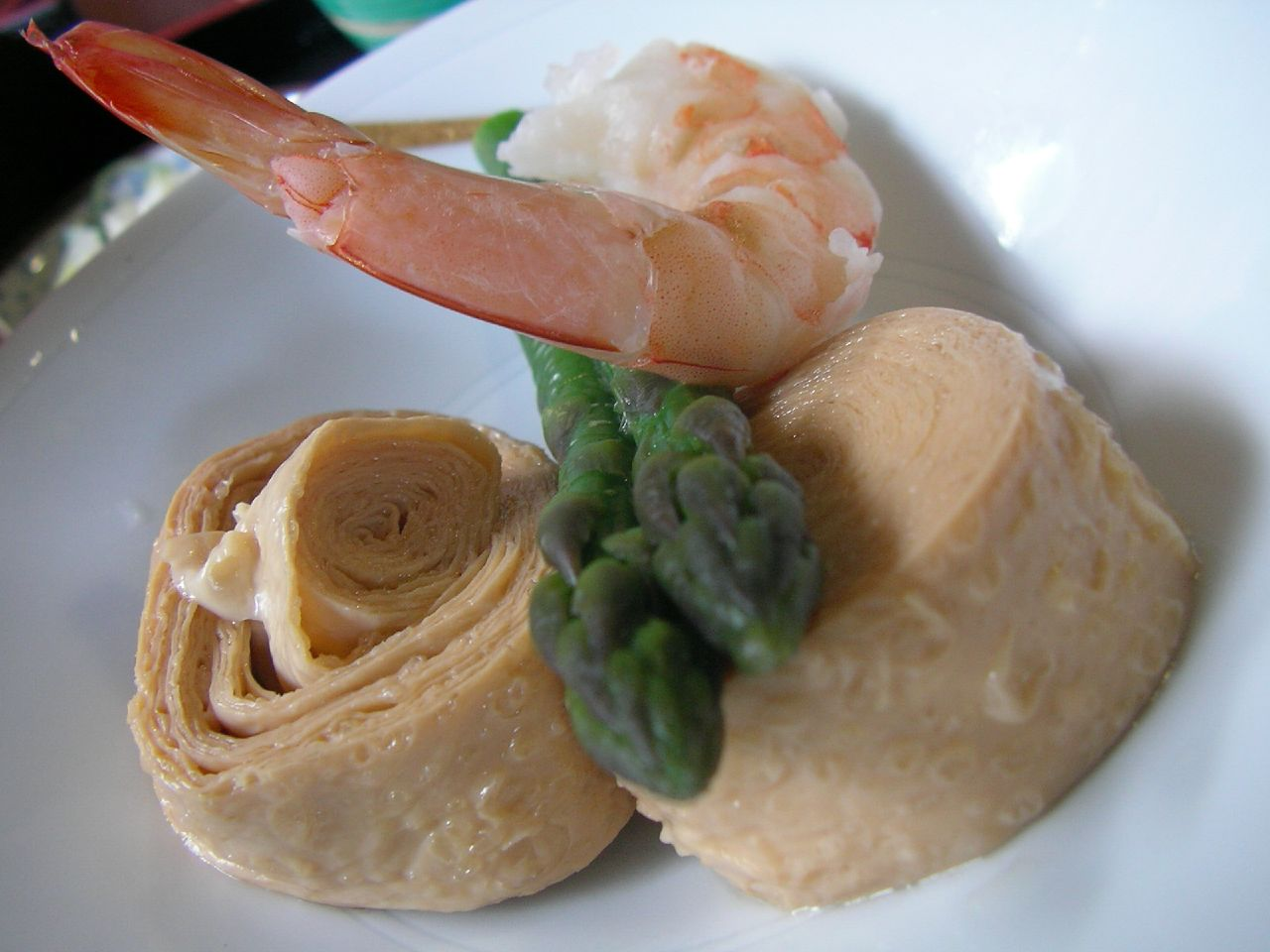
Tofu med räka med sparris